# Arpad Wigand
Arpad Wigand (Mannheim, 13 gennaio 1906 – Mannheim, 26 luglio 1983) è stato un generale tedesco, SS-Oberführer e capo della polizia a Varsavia (SS-und Polizeiführer (SSPF)) dal 4 agosto 1941 fino al 23 aprile 1943.
Come aiutante di Erich von dem Bach-Zelewski fu il primo, nel gennaio del 1940, a suggerire il sito delle caserme dell'artiglieria dismesse nel sobborgo Zasole ad Auschwitz come sede per un campo di concentramento. Questo luogo sarebbe divenuto in seguito il campo di concentramento di Auschwitz.
Nel 1981 Wigand fu giudicato colpevole ad Amburgo per crimini di guerra (Staatsanwaltschaft Hamburg, 147 Js 8/75), e condannato a dodici anni e mezzo di carcere. La sua causa fu patrocinata dall'avvocato neonazista Jürgen Rieger.

## Onorificenze
| Controllo di autorità | VIAF (EN) 2353149844997602960006 · GND (DE) 1135696209 |